# Famille de L'Aubespine
Cette page explique l’histoire ou répertorie les différents membres de la famille de L'Aubespine.
La famille de L'Aubespine est une famille française anoblie en 1374 et éteinte en 1888. Elle compta plusieurs secrétaires d'État et plusieurs évêques.

## Histoire
La famille de L'Aubespine fut anoblie par lettres patentes du roi Charles V, données au château de Melun le 10 octobre 1374.
Elle s'éteint à la mort de Jean-Baptiste de L'Aubespine (1828 - 1888).

## Généalogie
- Claude I de L'Aubespine (né vers 1475[1]), seigneur d'Enouville, avocat au présidial d'Orléans, bailli de Saint-Euverte
  - Claude II de L'Aubespine (vers 1500/1510–1567), baron de Châteauneuf, diplomate, secrétaire d'État sous François Ier, Henri II, François II et Charles IX, maire de Tours (1557-1558).
    - Claude III de L'Aubespine (vers 1544/1545-1570), seigneur d'Hauterive, secrétaire d'État aux Affaires étrangères, secrétaire d'État à la Marine (1547-1567), ambassadeur de France en Espagne (1567).
    - Madeleine de L'Aubépine (1546-1596), femme de lettres, dame d'honneur de Catherine de Médicis (1573-1589), mariée avec Nicolas IV de Neufville de Villeroy, dont postérité ;
    - Guillaume de L'Aubespine (1547-1629), baron de Châteauneuf, diplomate.
      - Claude IV de L'Aubespine (1574-1619), x 1605 Gasparde Mitte de Chevrières de St-Chamond († 1624)
      - Gabriel de L'Aubespine (1579-1631), évêque d'Orléans.
      - Charles de L'Aubespine (1580-1653), marquis de Châteauneuf, diplomate et homme politique français, garde des sceaux sous Louis XIII et Louis XIV.
      - François de L'Aubespine (1585-1670), marquis de Hauterive, militaire français au service des États de Hollande.
        - Charlotte de L'Aubespine de Châteauneuf (1640-1725), fille de François de L'Aubespine et d'Éléonore de Volvire, marquise de Ruffec ; elle est la mère du mémorialiste Saint-Simon.

      - Gabrielle de L'Aubespine (1586-1662), abbesse de Saint-Jean-aux-Bois puis de Royallieu.

  - Gilles de L'Aubespine, seigneur de Verderonne et de la Poirière, receveur général des finances à Rouen (1556), trésorier des parties casuelles
    - Marie (vers 1543-après 1573), dame d'honneur de Catherine de Medicis (1573), mariée avec Claude Pinart (1540-1605), vicomte de Comblizy, dont postérité ;
    - Claude de L'Aubespine (?-?), seigneur de Verderonne, baron de Norat, président en la Chambre des comptes de Paris (1597), greffier de l'ordre du Saint-Esprit (de sa fondation en 1578 à 1608).
      - Postérité.

    - François ;
    - Jean de L'Aubespine, évêque d'Orléans (1588-1596) ;
    - Nicole de L'Aubespine (morte en 1565), mariée avec Nicolas de Verdun[2] ;
    - Madeleine, mariée à René Duval, seigneur d'Estors, Premier président de la Chambre des comptes de Normandie[3].

  - Sébastien de L'Aubespine (1518-1582), évêque de Vannes puis de Limoges, et diplomate français.
  - François de L'Aubespine, seigneur de La Corbillère et du Bois-Le-Vicomte, lieutenant général de Bourges, président au grand conseil.

## Demeures
- Château de Châteauneuf sur Cher
- Château de Verderonne